# Riberas del Río Arlanzón y afluentes
Riberas del Río Arlanzón y afluentes este o arie protejată (arie specială de conservare — SAC, sit de importanță comunitară — SCI) din Spania întinsă pe o suprafață de 1.118,51 ha, integral pe uscat.

## Localizare
Centrul sitului Riberas del Río Arlanzón y afluentes este situat la coordonatele 42°26′47″N 3°56′14″W / 42.4465°N 3.9373°V.

## Înființare
Situl Riberas del Río Arlanzón y afluentes a fost declarat sit de importanță comunitară în august 2000 pentru a proteja 14 specii de animale. Situl a fost protejat și ca arie specială de conservare în septembrie 2015.

## Biodiversitate
Situată în ecoregiunea mediteraneană, aria protejată conține 7 habitate naturale: Râuri cu maluri nămoloase cu vegetație de Chenopodion rubri p.p. și Bidention p.p., Pante stâncoase calcaroase cu vegetație casmofită, Lacuri eutrofice naturale cu vegetație de tip Magnopotamion sau Hydrocharition, Cursuri de apă de la nivel de câmpie la nivel montan, cu vegetație Ranunculion fluitantis și Callitricho-Batrachion, Liziere de ierburi înalte hidrofile de câmpie și de nivel montan până la alpin, Galerii de Salix alba și de Populus alba, Pajiști umede mediteraneene cu ierburi înalte de Molinio-Holoschoenion.
La baza desemnării sitului se află mai multe specii protejate:
- amfibieni (2): Discoglossus galganoi, Discoglossus jeanneae
- mamifere (5): liliac cârn (Barbastella barbastellus), Galemys pyrenaicus, vidră de râu (Lutra lutra), liliac comun (Myotis myotis), liliacul mic cu potcoavă (Rhinolophus hipposideros)
- nevertebrate (2): Coenagrion mercuriale, fluturele auriu (Euphydryas aurinia)
- pești (3): Achondrostoma arcasii, Cobitis calderoni, Pseudochondrostoma duriense
- reptile (2): Lacerta schreiberi, Mauremys leprosa

Pe lângă speciile protejate, pe teritoriul sitului au mai fost identificate 4 specii de plante, 6 specii de amfibieni, 14 specii de mamifere, 2 specii de nevertebrate, 2 specii de pești, 1 specie de reptile.